# Campeonato Europeu de Natação em Piscina Curta de 1998
O Campeonato Europeu de Natação em Piscina Curta de 1998 foi a 2ª edição do evento organizado pela Liga Europeia de Natação (LEN). A competição foi realizada entre os dias 11 e 13 de dezembro de 1998 em Sheffield no Reino Unido. O evento contou com a presença de 355 atletas de 34 nacionalidades, com destaque para a Alemanha que obteve 23 medalhas no total.

## Medalhistas
Esses foram os resultados da competição. 
Masculino
| Evento          | Ouro | Ouro          | Prata                                                                  | Prata    | Bronze                                                                             | Bronze   |
| 50 m Livre      | Mark Foster · Reino Unido | 21.31         | Mark Veens · Países Baixos                                             | 21.79    | Pieter van den Hoogenband · Países Baixos                                          | 21.87    |
| 100 m Livre     | Lars Frölander · Suécia | 47.54         | Pieter van den Hoogenband · Países Baixos                              | 47.68    | Mark Veens · Países Baixos                                                         | 47.97    |
| 200 m Livre     | Pieter van den Hoogenband · Países Baixos | 1:44.00       | Massimiliano Rosolino · Itália                                         | 1:44.92  | Jacob Carstensen · Dinamarca                                                       | 1:45.55  |
| 400 m Livre     | Emiliano Brembilla · Itália | 3:40.45       | Massimiliano Rosolino · Itália                                         | 3:42.87  | Jacob Carstensen · Dinamarca                                                       | 3:44.56  |
| 1500 m Livre    | Graeme Smith · Reino Unido | 14:42.29      | Igor Snitko · Ucrânia                                                  | 14:51.70 | Emiliano Brembilla · Itália                                                        | 14:53.45 |
| 50 m Costas     | Thomas Rupprath · Alemanha | 24.13         | Stev Theloke · Alemanha                                                | 24.66    | Daniel Carlsson · Suécia                                                           | 24.67    |
| 100 m Costas    | Stev Theloke · Alemanha | 52.71         | Darius Grigalionis · Lituânia                                          | 53.41    | Eithan Urbach · Israel                                                             | 53.64    |
| 200 m Costas    | Örn Arnarson · Islândia | 1:55.16       | Adam Ruckwood · Reino Unido                                            | 1:55.34  | Jorge Sánchez · Espanha                                                            | 1:55.78  |
| 50 m Peito      | Mark Warnecke · Alemanha | 26.70         | Patrik Isaksson · Suécia                                               | 27.21    | Patrick Schmollinger · Áustria                                                     | 27.60    |
| 100 m Peito     | Patrik Isaksson · Suécia | 59.22         | Mark Warnecke · Alemanha                                               | 59.77    | Jens Kruppa · Alemanha                                                             | 59.89    |
| 200 m Peito     | Adam Whitehead · Reino Unido | 2:08.54       | Stéphan Perrot · França                                                | 2:09.41  | Maxim Podoprigora · Áustria                                                        | 2:10.09  |
| 50 m Borboleta  | Miloš Milošević · Croácia | 23.30         | Mark Foster · Reino Unido                                              | 23.34    | Lars Frölander · Suécia                                                            | 23.48    |
| 100 m Borboleta | James Hickman · Reino Unido | 51.04         | Lars Frölander · Suécia                                                | 51.11    | Denys Sylantyev · Ucrânia                                                          | 51.87    |
| 200 m Borboleta | James Hickman · Reino Unido | 1:52.96       | Denys Sylantyev · Ucrânia                                              | 1:54.13  | Thomas Rupprath · Alemanha                                                         | 1:54.99  |
| 100 m Medley    | Jani Sievinen · Finlândia | 53.64         | Jens Kruppa · Alemanha                                                 | 54.00    | James Hickman · Reino Unido                                                        | 54.45    |
| 200 m Medley    | James Hickman · Reino Unido | 1:56.36       | Marcel Wouda · Países Baixos                                           | 1:56.51  | Jani Sievinen · Finlândia                                                          | 1:57.14  |
| 400 m Medley    | Marcel Wouda · Países Baixos | 4:07.70       | Frederik Hviid · Espanha                                               | 4:12.13  | Christian Keller · Alemanha                                                        | 4:12.56  |
| 4x50 m Livre    | Países Baixos · Mark Veens · Johan Kenkhuis · Stefan Aartsen · Pieter van den Hoogenband                                                                         | 1:26.99 WBT * | Reino Unido · Mark Foster · James Hickman · Simon Handley · Sion Brinn | 1:27.74  | Alemanha · Stephan Kunzelmann · Lars Conrad · Alexander Lüderitz · Carsten Dehmlow | 1:28.01  |
| 4x50 m Medley   | Alemanha · Thomas Rupprath · Mark Warnecke · Alexander Lüderitz · Stephan Kunzelmann Suécia · Daniel Carlsson · Patrik Isaksson · Jonas Åkesson · Lars Frölander | 1:35.51 WBT * | Nenhum                                                                 |          | Reino Unido · James Hickman · Darren Mew · Mark Foster · Sion Brinn                | 1:36.11  |

* Melhor tempo do mundo (não é um recorde mundial oficial, porque o órgão regulador mundial FINA não reconhece tempos de revezamento 4 × 50 m)
Feminino
| Evento          | Ouro                                                                                | Ouro          | Prata                                                                                | Prata   | Bronze                                                                          | Bronze  |
| 50 m Livre      | Inge de Bruijn · Países Baixos                                                      | 24.41         | Katrin Meissner · Alemanha                                                           | 24.79   | Sue Rolph · Reino Unido                                                         | 24.80   |
| 100 m Livre     | Sue Rolph · Reino Unido                                                             | 53.84         | Martina Moravcová · Eslováquia                                                       | 53.93   | Louise Jöhncke · Suécia                                                         | 53.97   |
| 200 m Livre     | Martina Moravcová · Eslováquia                                                      | 1:55.12       | Franziska van Almsick · Alemanha                                                     | 1:57.05 | Louise Jöhncke · Suécia                                                         | 1:57.39 |
| 400 m Livre     | Carla Geurts · Países Baixos                                                        | 4:08.05       | Vicky Horner · Reino Unido                                                           | 4:09.02 | Karen Legg · Reino Unido                                                        | 4:09.66 |
| 800 m Livre     | Flavia Rigamonti · Suíça                                                            | 8:27.85       | Carla Geurts · Países Baixos                                                         | 8:29.20 | Sarah Collings · Reino Unido                                                    | 8:33.70 |
| 50 m Costas     | Sandra Völker · Alemanha                                                            | 27.27         | Therese Alshammar · Suécia                                                           | 28.46   | Alena Nývltová · Chéquia                                                        | 28.47   |
| 100 m Costas    | Sandra Völker · Alemanha                                                            | 59.84         | Antje Buschschulte · Alemanha                                                        | 59.97   | Alena Nývltová · Chéquia                                                        | 1.00.40 |
| 200 m Costas    | Antje Buschschulte · Alemanha                                                       | 2.07.31       | Helen Don-Duncan · Reino Unido                                                       | 2.09.83 | Yuliya Fomenko · Rússia                                                         | 2.10.38 |
| 50 m Peito      | Sylvia Gerasch · Alemanha                                                           | 31.43         | Vera Lischka · Áustria                                                               | 31.61   | Jaime King · Reino Unido                                                        | 31.69   |
| 100 m Peito     | Brigitte Becue · BélgicaAlicja Pęczak · Polónia                                     | 1:07.71       | Nenhum                                                                               |         | Svitlana Bondarenko · Ucrânia                                                   | 1:07.86 |
| 200 m Peito     | Alicja Pęczak · Polónia                                                             | 2:25.18       | Lourdes Becerra · Espanha                                                            | 2:26.13 | Anne Poleska · Alemanha                                                         | 2:26.21 |
| 50 m Borboleta  | Inge de Bruijn · Países Baixos                                                      | 26.09         | Anna-Karin Kammerling · Suécia                                                       | 26.30   | Johanna Sjöberg · Suécia                                                        | 26.76   |
| 100 m Borboleta | Martina Moravcová · Eslováquia                                                      | 57.72         | Johanna Sjöberg · Suécia                                                             | 58.17   | Inge de Bruijn · Países Baixos                                                  | 58.47   |
| 200 m Borboleta | Sophia Skou · Dinamarca                                                             | 2:07.68       | Mette Jacobsen · Dinamarca                                                           | 2:07.92 | Johanna Sjöberg · Suécia                                                        | 2:08.21 |
| 100 m Medley    | Martina Moravcová · Eslováquia                                                      | 1:00.43       | Nataša Kejžar · Eslovênia                                                            | 1:02.26 | Sue Rolph · Reino Unido                                                         | 1:02.39 |
| 200 m Medley    | Alicja Pęczak · Polónia                                                             | 2:12.05       | Nicole Hetzer · Alemanha                                                             | 2:13.05 | Sue Rolph · Reino Unido                                                         | 2:13.19 |
| 400 m Medley    | Hana Černá · Chéquia                                                                | 4:36.03       | Nicole Hetzer · Alemanha                                                             | 4:36.37 | Lourdes Becerra · Espanha                                                       | 4:39.56 |
| 4x50 m Livre    | Alemanha · Katrin Meissner · Simone Osygus · Marianne Hinners · Sandra Völker       | 1:39.56 WBT * | Países Baixos · Angela Postma · Nienke Valen · Wilma van Hofwegen · Inge de Bruijn   | 1:40.05 | Reino Unido · Alison Sheppard · Claire Huddart · Karen Pickering · Sue Rolph    | 1:40.11 |
| 4x50 m Medley   | Alemanha · Sandra Völker · Sylvia Gerasch · Franziska van Almsick · Katrin Meissner | 1:50.13 WBT * | Suécia · Therese Alshammar · Maria Östling · Johanna Sjöberg · Anna-Karin Kammerling | 1:50.84 | Países Baixos · Brenda Starink · Madelon Baans · Inge de Bruijn · Angela Postma | 1:51.01 |

* Melhor tempo do mundo (não é um recorde mundial oficial, porque o órgão regulador mundial FINA não reconhece tempos de revezamento 4 × 50 m)

## Quadro de medalhas
| Ordem | País          | Medalha de ouro | Medalha de prata | Medalha de bronze | Total |
| ----- | ------------- | --------------- | ---------------- | ----------------- | ----- |
| 1     | Alemanha      | 10              | 8                | 5                 | 23    |
| 2     | Reino Unido   | 7               | 5                | 9                 | 21    |
| 3     | Países Baixos | 6               | 5                | 4                 | 15    |
| 4     | Suécia        | 3               | 6                | 6                 | 15    |
| 5     | Eslováquia    | 3               | 1                | 0                 | 4     |
| 6     | Polónia       | 3               | 0                | 0                 | 3     |
| 7     | Itália        | 1               | 2                | 1                 | 4     |
| 8     | Dinamarca     | 1               | 1                | 2                 | 4     |
| 9     | Chéquia       | 1               | 0                | 2                 | 3     |
| 10    | Finlândia     | 1               | 0                | 1                 | 2     |
| 11    | Bélgica       | 1               | 0                | 0                 | 1     |
| 11    | Croácia       | 1               | 0                | 0                 | 1     |
| 11    | Islândia      | 1               | 0                | 0                 | 1     |
| 11    | Suíça         | 1               | 0                | 0                 | 1     |
| 15    | Espanha       | 0               | 2                | 2                 | 4     |
| 15    | Ucrânia       | 0               | 2                | 2                 | 4     |
| 17    | Áustria       | 0               | 1                | 2                 | 3     |
| 18    | França        | 0               | 1                | 0                 | 1     |
| 18    | Lituânia      | 0               | 1                | 0                 | 1     |
| 18    | Eslovênia     | 0               | 1                | 0                 | 1     |
| 21    | Israel        | 0               | 0                | 1                 | 1     |
| 21    | Rússia        | 0               | 0                | 1                 | 1     |
| Total | Total         | 40              | 36               | 38                | 114   |

Legenda
| Recorde mundial       | Recorde mundial (World record)               |                       | Recorde africano                      | Recorde africano (African) |                                           | Q | Classificado por posição (Qualified) |
| Recorde do campeonato | Recorde do campeonato (Championship record)  | Recorde da América    | Recorde da América (Americas)         | q                          | Classificado por melhor tempo (Qualified) |   |                                      |
| Melhor marca do ano   | Melhor marca do ano (World leading)          | Recorde asiático      | Recorde asiático (Asian)              | DNS                        | Não largou (Did not start)                |   |                                      |
| Recorde nacional      | Recorde nacional (National record)           | Recorde europeu       | Recorde europeu (European)            | DNF                        | Não terminou (Did not finish)             |   |                                      |
| Recorde pessoal       | Recorde pessoal do atleta (Personal best)    | Recorde da Oceania    | Recorde da Oceania (Oceania)          | DSQ / DQ                   | Desclassificado (Disqualified)            |   |                                      |
| Recorde da temporada  | Recorde da temporada do atleta (Season best) | Recorde sul-americano | Recorde sul-americano (South America) | NM                         | Sem marca (No mark)                       |   |                                      |